# Славіни
Славіни (пол. Sławiny) — село в Польщі, у гміні Гарволін Ґарволінського повіту Мазовецького воєводства.
Населення — 155 осіб (2011).
У 1975-1998 роках село належало до Седлецького воєводства.

## Демографія
Демографічна структура станом на 31 березня 2011 року:
|          | Загалом | Допрацездатний вік | Працездатний вік | Постпрацездатний вік |
| -------- | ------- | ------------------ | ---------------- | -------------------- |
| Чоловіки | 91      | 27                 | 54               | 10                   |
| Жінки    | 64      | 11                 | 30               | 23                   |
| Разом    | 155     | 38                 | 84               | 33                   |